# Stadtmauer (Krakau)

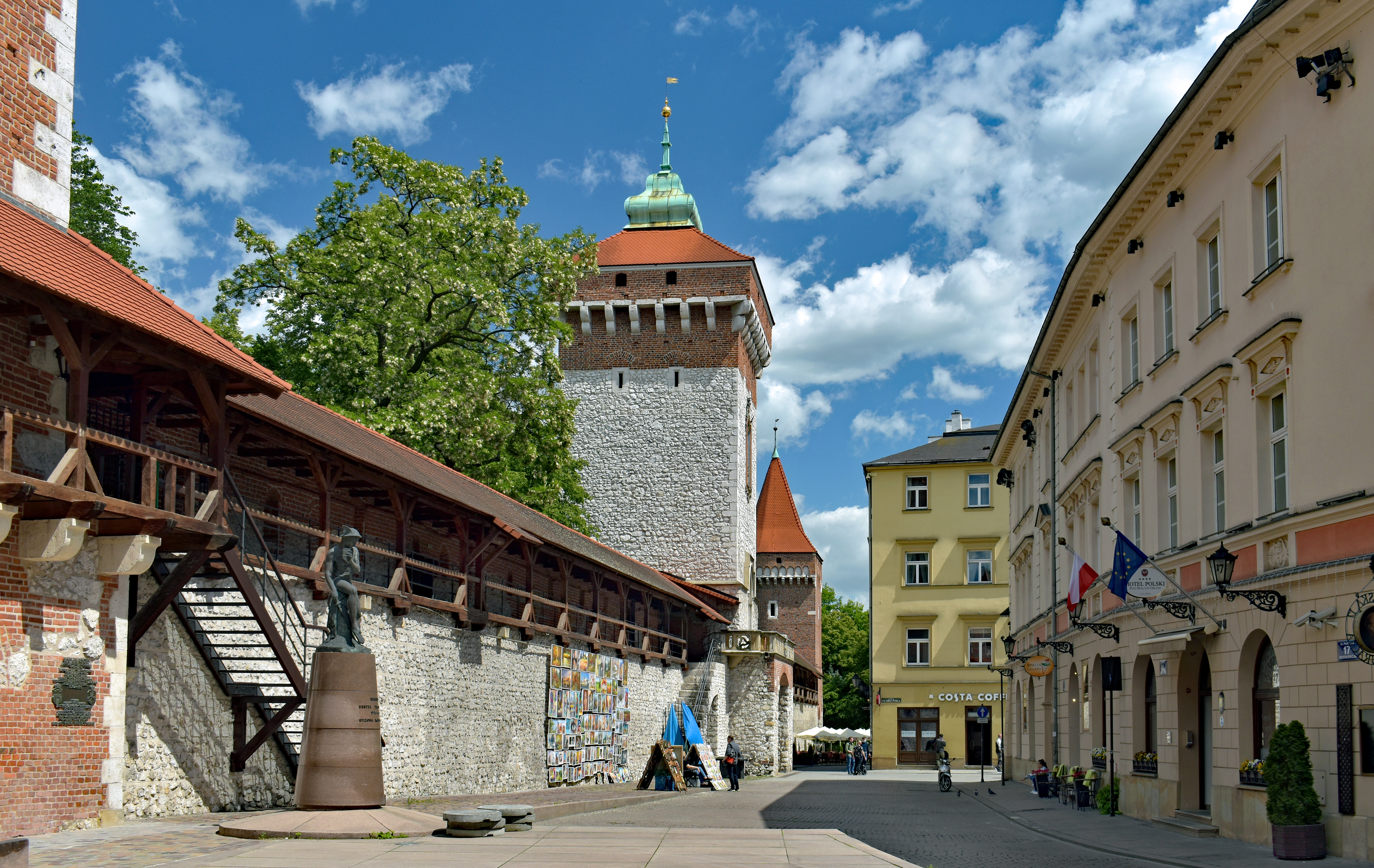
Stadtmauer an der Piaristenstraße

Die Stadtmauer ist ein Baudenkmal der Stadt Krakau in Polen. Heute besteht nur noch ein kleiner Teil an der Piaristenstraße mit dem Florianstor, dem Stadtarsenal und dem Barbakan sowie zwei Basteien am nördlichen Rand der Krakauer Altstadt. Am Westrand der Altstadt ist teilweise das Metzgertor als Teil der Mauer des Dominikanerinnenklosters erhalten.

## Geschichte
Es ist nicht bekannt, ob Krakau vor dem Ersten Mongoleneinfall in Polen 1241 eine Stadtmauer besaß. Möglicherweise war nur der Stadtteil Okół befestigt, der von den Mongolen nicht erobert werden konnte. Leszek der Schwarze erlaubte den Bürgern Krakaus ab 1285 eine vier Kilometer lange Stadtmauer um die ganze Altstadt zu errichten. Die Mauern wurden Anfang des 14. Jahrhunderts fertiggestellt und bestanden aus zwei Mauerringen und einem Stadtgraben. Der innere Mauerring war sieben Meter hoch und zwei bis drei Meter breit. Der ca. 10 Meter vorgelagerte Mauerring war ca. zwei Meter hoch. Dazwischen befand sich der Stadtgraben, der durch den Königlichen Mühlbach gewässert wurde. Der innere Mauerring wurde durch ca. zehn Meter hohe Basteien verstärkt. Die jeweiligen Zünfte waren für die einzelnen Türme verantwortlich. Die Stadtmauer besaß zehn Stadttore, 39 Türme, wahrscheinlich fünf Rondelle und einen Barbakan. Im 17. Jahrhundert waren die mittelalterlichen Verteidigungsanlagen modernen Waffen nicht mehr gewachsen, so wurde in dieser Zeit Krakau mehrmals von den Schweden eingenommen. Kaiser Franz Habsburg ließ die Stadtmauer in den Jahren 1810 bis 1814 größtenteils abreißen und damit den Stadtgraben auffüllen. An ihrer Stelle wurde der Planty-Park angelegt. Anstelle der Tore und Basteien wurden Gedenktafeln errichtet.